# Massimiliano Dell'Acqua
Massimiliano Dell'Acqua (Lugano, 12 giugno 2003) è un cestista svizzero.

## Carriera
Nipote di Seo e figlio di Ivano, entrambi ex cestisti. 
Conduce tutta la trafila giovanile nei Lugano Tigers arrivando sino in prima squadra nel 2020. Le ottime prestazioni all'Europeo Under-20 Division B del 2023 lo portano in pianta stabile nelle rotazioni della prima squadra scendendo con continuità in quintetto titolare nel massimo campionato svizzero. 
Nel 2023 mette a segno il suo record di punti in Swiss Basketball League segnandone 31 in 32 minuti contro gli Starwings.  
Nel 2024 firma un contratto con Fribourg Olympic.

## Palmarès

### Club
- NL1: 1

Lugano Tigers U23: 2023-2024
- Supercoppa di Svizzera: 1

Fribourg Olympic: 2024
- Coppa di Lega Svizzera: 1

Fribourg Olympic: 2025

### Individuale
- MVP finali NL1: 1

Lugano Tigers U23: 2023-24